# Anton Astapkovič
Anton Igorevič Astapkovič (in bielorusso Антон Ігаравіч Астапковіч?, in russo Антон Игоревич Астапкович?; Minsk, 29 gennaio 1994) è un cestista bielorusso con cittadinanza russa.

## Palmarès
- VTB United League: 4

CSKA Mosca: 2014-2015, 2015-2016, 2023-2024, 2024-2025
- Supercoppa VTB United League: 1

CSKA Mosca: 2024
- Eurolega: 1

CSKA Mosca: 2015-2016